# Danh sách di sản thế giới tại Tây Ban Nha

Di sản thế giới UNESCO là các nơi quan trọng tới di sản văn hóa hay di sản tự nhiên được mô tả ở Công ước di sản thế giới UNESCO thiết lập năm 1972. Tây Ban Nha công nhận Công ước này vào ngày 4 tháng 5 năm 1982, và xem xét các địa điểm lịch sử hợp lệ để thêm vào danh sách.
Các địa điểm ở Tây Ban Nha được ghi vào danh sách lần đầu vào phiên thứ 8 của Ủy ban Di sản thế giới, tổ chức tại Buenos Aires, Argentina năm 1984. Tại phiên họp đó, năm địa điểm được thêm vào là: "Nhà thờ Hồi giáo Córdoba", "Alhambra, Generalife và Granada", "Nhà thờ chính tòa Burgos"; "Tu viện Vương thất San Lorenzo de El Escorial" và "Công viên Güell, Palau Güell và Casa Milà ở Barcelona". Năm địa điểm được thêm vào năm 1985 và sau đó là 4 địa điểm vào năm 1986. Tính đến hết năm 2018, Tây Ban Nha đã có 47 di sản thế giới được công nhận, nhiều thứ ba chỉ sau Ý (54) và Trung Quốc (53). Trong số này có 41 di tích văn hóa, 4 di tích tự nhiên và 2 di tích hỗn hợp (mang cả giá trị văn hóa và tự nhiên) theo các tiêu chí của UNESCO.
Tây Ban Nha có hai di sản hỗn hợp là Ibiza và Pyrénées-Mont Perdu, trong đó Pyrénées-Mont Perdu là di sản hỗn hợp chung với Pháp. Hai di sản văn hóa chung là Mỏ thủy ngân ở Almadén được ghi cùng với Idrija ở Slovenia còn khu khảo cổ nghệ thuật đá thời tiền sử ở Siega Verde cũng là di sản được ghi cùng với thung lũng Côa của Bồ Đào Nha. Các khu rừng sồi ở Tây Ban Nha cũng là một phần của di sản xuyên quốc gia Các khu rừng sồi nguyên sinh trên dãy Carpath và các khu vực khác của châu Âu được mở rộng vào năm 2017. Nó bao gồm 6 khu rừng sồi là Rừng sồi Montejo, Picos de Europa - kênh đào Asotin, Picos de Europa - Cuesta Fria, Ayllon - Tejera Negra, Navarra – Lizardoia và Navarra - Aztaparreta.
Trong số 17 cộng đồng tự trị ở Tây Ban Nha, Castile và León có nhiều di sản nhất vối di sản riêng biệt và 2 di sản chung với các khu vực khác.
Tây Ban Nha cũng thiết lập một thỏa thuận với UNESCO được ký ngày 18 tháng 4 năm 2002 giữa đại sử Francisco Villar, đại biểu thường trực UNESCO và Tổng giám đốc Kōichirō Matsuura. Theo đó, Tây Ban Nha sẽ cung cấp quỹ 600.000 Euro mỗi năm cho chương trình giúp đỡ các quốc gia thành viên khác, đặc biệt là ở Mỹ Latinh về dự án và quy trình đề cử, đánh giá các di sản dự kiến. Tây Ban Nha từng là chủ tịch Ủy ban Di sản thế giới trong năm 2008 và 2009 và kỳ họp thường niên lần thứ 33 năm 2009 để lựa chọn các di sản thế giới mới được diễn ra tại Sevilla, Andalusia.

## Danh sách các địa điểm
Bảng sau liệt kê thông tin về các di sản thế giới:
Tên: như tên liệt kê bởi Ủy ban Di sản Thế giới
Địa điểm: thành phố hay tỉnh nơi có di sản
Cộng đồng: một trong 17 cộng đồng tự trị của Tây Ban Nha
Thời gian: giai đoạn có ý nghĩa, thường là thời gian xây dựng
Dữ liệu UNESCO: số tham chiếu địa điểm, năm địa điểm được ghi vào Danh sách di sản thế giới; với tiêu chí được liệt kê theo: tiêu chí từ "i" tới "vi" là văn hóa, trong khi đó từ "vii" đến "x" là tự nhiên; "(các sắp xếp cột danh sách theo năm thêm vào danh sách)"
Mô tả: mô tả ngắn về địa điểm
| Tên                                                                           | Hình ảnh                                   | Vị trí                      | Khu vực | Số liệu UNESCO                                   | Thời kỳ                                  | Mô tả |
| ----------------------------------------------------------------------------- | ------------------------------------------ | --------------------------- | --- | ------------------------------------------------ | ---------------------------------------- | --- |
| Hang đá Altamira và hang động nghệ thuật thời đồ đá sớm ở Bắc Tây Ban Nha     |                                            | —                           | Cantabria, Asturias, Xứ Basque                                                                                     | 310; 1985, 2008 (mở rộng); i, iii                | Thời đại đồ đá cũ sớm                    | Hang Altamira có chứa các ví dụ về bức tranh hang động từ Thời đại đồ đá cũ sớm, từ 35.000 đến 11.000 trước Công nguyên. Danh sách ban đầu chứa 17 hang động được trang trí. Các hang động được bảo tồn tốt bởi sự cô lập của chúng trước khí hậu bên ngoài. |
| Thị trấn cổ Segovia và Cầu máng nước của nó                                   | Cầu máng Segovia                           | Segovia                     | Castile và León | 311; 1985; i, iii, iv                            | Thế kỷ 1 đến 16                          | Cầu máng nước của La Mã được xây dựng vào thế kỷ thứ 1, Lâu đài Segovia được xây dựng vào thời Trung cổ thế kỷ thứ 11, và Nhà thờ chính tòa Segovia mang kiến trúc Gothic được xây dựng vào thế kỷ 16. |
| Các công trình ở Oviedo và Vương quốc Asturias                                | Santa Maria del Naranco                    | Oviedo                      | Asturias | 312; 1985, 1998 (mở rộng); i, ii, iv             | Thế kỷ 9                                 | Vương quốc Asturias vẫn là khu vực Kitô giáo duy nhất của Tây Ban Nha vào thế kỷ thứ 9. Nó phát triển theo phong cách riêng về Nghệ thuật và kiến trúc thời tiền La Mã được hiển thị trong các nhà thờ và các đài kỷ niệm. Ban đầu di sản có tiêu đề "Nhà thờ của Vương quốc Asturias" và được mở rộng để bao gồm các di tích khác như đài phun nước La Foncalada. |
| Trung tâm lịch sử Córdoba                                                     | Nhà thờ Hồi giáo Cordoba                   | Córdoba                     | Andalusia | 313; 1984, 1994 (mở rộng); i, ii, iii, iv        | Thế kỷ 7 tới 13                          | Danh sách ban đầu của Di sản này là Nhà thờ Hồi giáo lớn Córdoba, một nhà thờ Công giáo thế kỷ thứ 7 được cải tạo thành nhà thờ Hồi giáo vào thế kỷ 8; và sau đó được khôi phục lại là một nhà thờ Công giáo La Mã vào thế kỷ 13 bởi Ferdinand III. Trong thời kỳ Moorish, Córdoba từng là nơi có hơn 300 nhà thờ và kiến trúc Hồi giáo, nhiều hơn so với bất kỳ Constantinople, Damascus hay Baghdad. |
| Alhambra, Generalife và Albayzín                                              | Alhambra                                   | Granada                     | Andalusia | 314; 1984, 1994 (mở rộng); i, iii, iv            | Thế kỷ 14                                | Ba địa điểm còn sót lại là ảnh hưởng bởi Moorish ở miền nam Tây Ban Nha. Pháo đài Alhambra và cung điện Generalife được xây dựng bởi các nhà cai trị của Tiểu vương Granada. Huyện Albayzín có chứa các ví dụ về kiến trúc địa phương Moorish thời Trung cổ và được thêm vào danh sách vào năm 1994. |
| Nhà thờ lớn Burgos                                                            | Nhà thờ lớn Burgos                         | Burgos                      | Castile và León | 316; 1984; ii, iv, vi                            | Thế kỷ 13 đến 16                         | Nhà thờ kiểu Gothic được xây dựng giữa thế kỷ 13 và 16. Đây là nơi chôn cất anh hùng dân tộc Tây Ban Nha, El Cid. |
| Tu viện hoàng gia San Lorenzo de El Escorial và di tích El Escorial           | El Escorial                                | San Lorenzo de El Escorial  | Madrid | 318; 1984; i, ii, vi                             | Thế kỷ 16                                | El Escorial là một trong những địa điểm hoàng gia của Tây Ban Nha do lịch sử của nó là nơi ở của gia đình hoàng tộc. Cung điện được thiết kế bởi vua Philip II và kiến trúc sư Juan Bautista de Toledo để làm tượng đài cho vai trò trung tâm của Tây Ban Nha trong thế giới Kitô giáo. |
| Các công trình của Antoni Gaudí                                               | Casa Milà                                  | Barcelona                   | Catalonia | 320; 1984, 2005 (mở rộng); i, ii, iv             | Thế kỷ 19 và 20                          | Kiến trúc của Antoni Gaudí là một phần của phong cách hiện đại, nhưng thiết kế của ông được miêu tả là độc nhất vô nhị. Danh sách ban đầu bao gồm Công viên Güell, Palau Güell và Casa Milà; phần mở rộng năm 2005 đã thêm vào là Casa Vicens và mặt tiền của Sagrada Familia, Casa Batlló, hầm mộ tại Colònia Güell. |
| Thị trấn cổ Santiago de Compostela                                            | Nhà thờ lớn Santiago de Compostela         | Santiago de Compostela      | Galicia | 347; 1985; i, ii, vi                             | Thế kỷ 10 và 11                          | Nhà thờ chính tòa Santiago de Compostela là địa điểm chôn cất chỗ đáng tin của tông đồ James, cũng là điểm cuối cùng củaCon đường hành hương thánh James, một cuộc hành hương trên khắp miền bắc Tây Ban Nha. Thị trấn đã bị phá hủy bởi người Hồi giáo vào thế kỷ thứ 10 và được xây dựng lại trong thế kỷ tiếp theo. |
| Thị trấn cổ Ávila và các nhà thờ ngoại thành                                  | Bức tường thành phố Ávila                  | Ávila                       | Castile và León | 348; 1985, 2007 (sửa đổi); iii, iv               | Thế kỷ 11                                | Các bức tường phòng thủ xung quanh thị trấn ban đầu được xây dựng vào thế kỷ 11. Nó có 82 tháp hình bán nguyệt và 9 cửa, là một trong những ví dụ hoàn thiện nhất của các bức tường thị trấn ở Tây Ban Nha. |
| Kiến trúc mudejar ở Aragon                                                    | Nhà thờ Teruel                             | Các tỉnh Teruel và Zaragoza | Aragon | 378; 1986, 2001 (mở rộng); iv                    | Thế kỷ 12 tới 17                         | Việc niêm yết ban đầu bao gồm Bốn nhà thờ ở Teruel mang phong cách kiến trúc mudejar tại Aragon. Đây là sự pha trộn của phong cách truyền thống Hồi giáo và hiện đại châu Âu. Năm 2001, danh sách đã được mở rộng để bao gồm thêm sáu đài kỷ niệm khác. |
| Trung tâm lịch sử Toledo                                                      | Toledo                                     | Toledo                      | Castile-La Mancha                                                                                                  | 379; 1986; i, ii, iii, iv                        | Thế kỷ 8 đến 16                          | Toledo được thành lập bởi người La Mã, phục vụ như là thủ đô của Vương quốc Visigothic, rất quan trọng trong giai đoạn Tây Ban Nha Hồi giáo và trong Reconquista, và từng có thời gian ngắn phục vụ như là thủ đô của Tây Ban Nha. Thành phố kết hợp các ảnh hưởng của Kitô giáo, Hồi giáo và Do Thái. |
| Vườn quốc gia Garajonay                                                       | Vườn quốc gia Garajonay                    | La Gomera                   | Quần đảo Canary | 380; 1986; vii, ix                               | N/A                                      | Công viên được bao phủ 70% là rừng nguyệt quế, cùng thảm thực vật từ giai đoạn Paleogene đã biến mất khỏi lục địa châu Âu do biến đổi khí hậu, nhưng đã bao phủ phần lớn lục địa phía nam. |
| Thành phố cổ Salamanca                                                        | Nhà thờ Salamanca                          | Salamanca                   | Castile và León | 381; 1988; i, ii, iv                             | Thế kỷ tới 16                            | Salamanca là một thành phố đại học quan trọng bao gồm trường Đại học Salamanca, thành lập năm 1218 là trường đại học lâu đời nhất ở Tây Ban Nha và châu Âu. Thành phố này lần đầu tiên được chinh phục bởi người Carthage vào thế kỷ thứ 3, và sau đó được cai trị bởi người La Mã và người Moor. Trung tâm thành phố đại diện kiến trúc la Mã, Gothic, Moorish, Phục Hưng và Baroque. |
| Nhà thờ, Alcázar và Archivo de Indias tại Sevilla                             | Nhà thờ và Tổng lưu trữ Indias của Sevilla | Sevilla                     | Andalusia | 383; 1987; i, ii, iii, iv                        | Thế kỷ 13 tới 16                         | Alcázar được xây dựng trong triều đại Almohad đã cai trị miền nam Tây Ban Nha cho đến thời kỳ Reconquista. Nhà thờ chính tòa bắt đầu được xây dựng vào thế kỷ 15 và là nơi lưu giữ các ngôi mộ của Ferdinand III và Christopher Columbus. Trong khi đó, Tổng lưu trữ chứa đựng các tài liệu liên quan đến việc định cư của người Tây Ban Nha ở châu Mỹ. |
| Thị trấn cổ Cáceres                                                           | Cáceres                                    | Cáceres                     | Extremadura | 384; 1986; iii, iv                               | Thế kỷ 3 tới 15                          | Khu phố cổ kết hợp các ảnh hưởng kiến trúc La Mã, Hồi giáo, Gothic và Ý, bao gồm hơn 30 tháp Hồi giáo. |
| Ibiza, Khu đa dạng sinh học và văn hóa                                        | Ibiza                                      | Ibiza                       | Quần đảo Balearic                                                                                                  | 417; 1999; ii, iii, iv, ix, x                    | N/A                                      | Bờ biển Ibiza là nơi có Posidonia oceanica, cỏ biển khổng lồ chỉ được tìm thấy ở Địa Trung Hải, hỗ trợ hệ sinh thái biển và ven biển đa dạng. Hòn đảo này cũng chứa rất nhiều di tích Phoenician trong đó có khu định cư Sa Caleta Phoenician, và những phần cũ của thành phố được bảo vệ bởi bức tường phòng thủ cho đến thế kỷ 16. |
| Tu viện Poblet                                                                | Tu viện Poblet                             | Vimbodí                     | Catalonia | 518; 1991; i, iv                                 | Thế kỷ 12 và 13                          | Tu viện được thành lập bởi các tu sĩ Dòng Xitô năm 1151 và là một trong những tu viện lớn nhất ở Tây Ban Nha. Nó có liên quan đến các gia đình hoàng gia khác nhau ở Tây Ban Nha thời Trung Cổ, đặc biệt là các vị vua của Aragon, một chế độ quân chủ hỗn hợp của liên minh triều đại Vương quốc Aragon và Barcelona. Đây là nơi chôn cất của Ramon Berenguer IV Compte de Barcelona, Alfons II của Aragon, Pere II của Aragon, Jaume I của Aragon, Pere III của Aragon, Alfons III của Aragon, Jaume II của Aragon, Alfons IV của Aragon, Pere IV của Aragon, Joan I của Aragon và Martí I của Aragon. |
| Các công trình thời Phục Hưng ở Úbeda và Baeza                                | Nhà thờ Baeza                              | Jaén                        | Andalusia | 522; 2003; ii, iv                                | Thế kỷ 16                                | Đổi mới của hai thị trấn vào thế kỷ 16 đã được thực hiện theo phong cách Phục hưng đang nổi lên và là một trong những ví dụ đầu tiên của phong cách Phục Hưng ở Tây Ban Nha. |
| Di chỉ khảo cổ Mérida                                                         | Nhà hát La Mã Mérida                       | Mérida                      | Extremadura | 664; 1993; iii, iv                               | Thế kỷ 1 đến 5                           | Mérida được thành lập vào năm 25 TCN bởi người La Mã như là Emerita Augusta và là thủ phủ của tỉnh Lusitania. Tại đây còn lưu giữ nhiều công trình từ thời La Mã bao gồm Puente Romano, cầu máng Acueducto de los Milagros, Đấu trường La Mã Mérida, Nhà hát La Mã Merida, Trường đua La Mã của Mérida, và đền thờ La Mã. |
| Tu viện Hoàng gia Santa María de Guadalupe                                    | Santa María de Guadalupe                   | Guadalupe                   | Extremadura | 665; 1993; iv, vi                                | Thế kỷ 13 tới 16                         | Tu viện là nhà của Đức Bà Guadalupe, một đền thờ Đức Trinh Nữ Maria được tìm thấy vào thế kỷ 13 sau khi bị người Hồi giáo xâm lăng vào năm 714. Đền thờ Guadalupe và tu viện đã phục vụ như là biểu tượng quan trọng trong thời kỳ Reconquista, lên đến đỉnh điểm vào năm 1492, cùng năm Christopher Columbus khám phá ra châu Mỹ. Tu viện Hoàng gia Guadalupe trở thành một biểu tượng quan trọng trong cuộc Loan Báo Tin Mừng của Mỹ. |
| Đường hành hương Santiago de Compostela                                       | Nhà thờ Santiago de Compostela             | —                           | Aragon, Castile và León, Galicia, Navarre, và La Rioja                                                             | 669; 1993; ii, iv, vi                            | N/A                                      | Tên gọi khác là đường hành hương Thánh James, là cuộc hành hương từ biên giới Pháp đến Nhà thờ chính tòa Santiago de Compostela, nơi được cho là tông đồ James đã yên nghỉ. |
| Vườn quốc gia Doñana                                                          | Vườn quốc gia Doñana                       | Các tỉnh Huelva và Sevilla  | Andalusia | 685; 1994, 2005 (mở rộng); vii, ix, x            | N/A                                      | Vườn quốc gia bao gồm vùng đồng bằng, nơi sông Guadalquivir đổ ra Đại Tây Dương. Đây là nơi có nhiều sinh cảnh đa dạng như đầm phá, đầm lầy, cồn cát, và cây bụi. Đây là một trong những khu vực đảo nổi lớn nhất ở Địa Trung Hải và là nơi có hơn 500.000 thủy cầm trú ẩn trong mùa đông. |
| Pyrénées-Mont Perdu                                                           | Thung lũng Ordesa                          | Huesca                      | Aragon (chung với Pháp)                                                                                            | 773; 1997, 1999 (mở rộng); iii, iv, v, vii, viii | N/A                                      | Nơi này chứa chuỗi các núi của dãy Pyrenees dọc theo biên giới Pháp-Tây Ban Nha. Phần thuộc Tây Ban Nha có chứa hai trong số hẻm núi lớn nhất ở châu Âu, trong khi phía Pháp có ba đài vòng lớn. |
| Thành lũy của Thị trấn lịch sử Cuenca                                         | Cuenca                                     | Cuenca                      | Castile-La Mancha                                                                                                  | 781; 1996; ii, v                                 | Thế kỷ 12 đến 18                         | Người Moor xây dựng thị trấn vào đầu thế kỷ 8, và nó đã bị chiếm giữ bởi các Kitô hữu trong thế kỷ 12. Nhà thờ chính tòa là ví dụ Gothic đầu tiên ở Tây Ban Nha. Thị trấn này cũng nổi tiếng với những ngôi là treo leo bên cạnh của một vách đá được biết đến như là casgas casas. |
| La Lonja de la Seda của Valencia                                              | La Lonja                                   | Valencia                    | Valencia | 782; 1996; i, iv                                 | Thế kỷ 15 đến 16                         | La Lonja (hoặc Llotja trong tiếng Valencia) de la Seda có nghĩa là Sàn trao đổi lụa là tổ hợp tòa nhà Gothic chứng minh sự giàu có của Valencia như một thành phố thương mại quan trọng của Địa Trung Hải và Châu Âu trong giai đoạn này. |
| Las Médulas                                                                   | Las Médulas                                | Ponferrada                  | Castile và León | 803; 1997; i, ii, iii, iv                        | Thế kỷ 1 đến 3                           | Người La Mã đã thành lập một mỏ vàng và khai thác tại địa điểm này trong hai thế kỷ. Họ đã sử dụng một dạng khai thác thủy lực và sử dụng các bể thủy sinh trong những vách đá để cung cấp nước cho hoạt động. Người La Mã đã rời đi vào đầu thế kỷ thứ 3, để lại những vách đá tuyệt đẹp và cơ sở hạ tầng khai thác mỏ còn nguyên vẹn cho đến ngày nay. |
| Palau de la Música Catalana và Bệnh viện Sant Pau, Barcelona                  | Bệnh viện Sant Pau                         | Barcelona                   | Catalonia | 804; 1997; i, ii, iv                             | Thế kỷ 20                                | Cả hai tòa nhà được xây dựng vào đầu thế kỷ 20 và được thiết kế bởi Lluís Domènech i Montaner trong phong trào Nghệ thuật Hiện đại theo phong cách Tân Nghệ thuật rất phổ biến ở Barcelona trong thời kỳ đó. Hai tòa nhà là những tác phẩm nổi tiếng nhất của Montaner. |
| Các tu viện San Millán Yuso và Suso                                           | San Millán Yuso                            | San Millán de la Cogolla    | La Rioja | 805; 1997; ii, iv, vi                            | Thế kỷ 6 đến 16                          | Tu viện Suso ban đầu được thành lập vào giữa thế kỷ thứ 6, và là nơi mà Glosas Emilianenses được viết ra. Và nó coi là những ví dụ đầu tiên của ngôn ngữ Tây Ban Nha và Basque. Tu viện Suso cũng được xem là nơi sinh ra của ngôn ngữ nói và viết Tây Ban Nha. Tu viện Yuso mới được xây dựng vào thế kỷ 16. |
| Các địa điểm nghệ thuật đá thời tiền sử ở Thung lũng Côa và Siega Verde       | Tranh đá tại Côa                           | —                           | Castile và León (chung với Bồ Đào Nha)                                                                             | 866; 1998, 2010 (mở rộng); i, iii                | Thời đại đồ đá cũ                        | Danh sách năm 1998 ban đầu có chứa các ví dụ về nghệ thuật đá trong Thời đại đồ đá cũ muộn ở Thung lũng Côa của Bồ Đào Nha. Trong năm 2010, nó đã được mở rộng bao gồm 645 bản khắc trong khu vực khảo cổ học của Siega Verde ở Tây Ban Nha. Hai địa điểm này đại diện cho bộ sưu tập nghệ thuật Thời đại đồ đá cũ ngoài trời được bảo tồn tốt nhất ở bán đảo Iberia. |
| Nghệ thuật khắc đá khu vực Địa Trung Hải trên bán đảo Iberia                  | Tranh hươu trên đá                         | —                           | Andalusia, Aragon, Castile-La Mancha, Catalonia, Murcia, và Valencia                                               | 874; 1998; iii                                   | Thời tiền sử                             | Các địa điểm này bao gồm hơn 750 ví dụ về nghệ thuật đá từ thời tiền sử muộn, có các hình ảnh khác nhau từ hình dạng hình học đến những cảnh người săn thú vật. |
| Quần thể khảo cổ học Tárraco ở Tarragona                                      | Cầu máng nước Tárraco                      | Tarragona                   | Catalonia | 875; 2000; ii, iii                               | Thế kỷ 1 đến 4                           | Thành phố La Mã nổi tiếng Tárraco nằm tại tại Tarragona hiện đại là thủ đô của các tỉnh Hispania Citerior và sau đó là Hispania Tarraconensis. Nhà hát Tárraco là công trình được xây dựng vào thế kỷ thứ 2. Hầu hết phần còn lại chỉ là những mảnh vỡ hoặc được bảo quản dưới những tòa nhà hiện đại hơn. |
| Đại học và Khu vực Lịch sử của Alcalá de Henares                              | Đại học Alcalá                             | Alcalá de Henares           | Madrid | 876; 1998; ii, iv, vi                            | Thế kỷ 16                                | Đức Hồng y Cisneros thành lập Đại học Alcalá vào năm 1499 khiến nó trở thành ví dụ đầu tiên về thành phố đại học được quy hoạch phục vụ như một mô hình cho các trường đại học châu Âu khác và các nhà truyền giáo Tây Ban Nha ở châu Mỹ. Thành phố này là nơi sinh của Miguel de Cervantes, một nhà văn nổi tiếng được biết đến với những đóng góp của ông cho ngôn ngữ Tây Ban Nha và văn học phương Tây. |
| San Cristóbal de La Laguna                                                    | San Cristóbal de La Laguna                 | San Cristóbal de La Laguna  | Quần đảo Canary | 929; 1999; ii, iv                                | Thế kỷ 16 đến 18                         | Trung tâm lịch sử của San Cristóbal de La Laguna bao gồm các tòa nhà lịch sử. Thành phố trước đây là thủ đô của quần đảo Canary. Thành phố cũng là mô hình của rất nhiều thành phố thuộc địa châu Mỹ. Nhiều tòa nhà chức năng tôn giáo và các công trình công cộng và các khu vực tư nhân khác được xây dựng vào thế kỷ 16. |
| Rừng cọ của Elche                                                             | Elche                                      | Elche                       | Valencia | 930; 2000; ii, v                                 | N/A                                      | Các lùm cọ ngày được trồng với một hệ thống thủy lợi được những người Moor xây dựng vào thế kỷ thứ 10. Cây cọ là một ví dụ hiếm hoi về thực tiễn nông nghiệp Ả Rập ở châu Âu. |
| Tường thành La Mã ở Lugo                                                      | Bức tường Lugo                             | Lugo                        | Galicia | 987; 2000; iv                                    | Thế kỷ 3                                 | Các bức tường được xây dựng để bảo vệ thị trấn Lucus của La Mã vào thế kỷ thứ 3 vẫn còn nguyên vẹn và là ví dụ điển hình về Tường thành La Mã ở Tây Âu. |
| Các nhà thờ kiểu Catalan của Vall de Boí                                      | Taüll – Sant Climent                       | Vall de Boí                 | Catalonia | 988; 2000; ii, iv                                | Thế kỷ 11 đến 14                         | Thung lũng nhỏ ở rìa dãy núi Pyrenees có các nhà thờ theo phong cách Kiến trúc Roman được trang trí với những bức tranh, tượng đài và bàn thờ. Các nhà thờ là có cấu trúc tháp chuông cao, vuông nổi bật. |
| Di chỉ khảo cổ Atapuerca                                                      | Atapuerca                                  | Atapuerca                   | Castile và León | 989; 2000; iii, v                                | Thời tiền sử                             | Các hang động ở Dãy núi Atapuerca chứa tàn tích hóa thạch của những người sớm nhất được phát hiện ở châu Âu có niên đại gần một triệu năm trước. Sima de los Huesos là nơi chứa bộ sưu tập lớn nhất thế giới của hóa thạch vượn người. |
| Cảnh quan văn hóa Aranjuez                                                    | Cung điện tại Aranjuez                     | Aranjuez                    | Madrid | 1044; 2001; ii, iv                               | Thế kỷ 15 đến 19                         | Cảnh quan bao quanh Cung điện Vương thất Aranjuez được phát triển bởi gia tộc hoàng gia Tây Ban Nha trong suốt ba thế kỷ với những ý tưởng về thiết kế vườn vô cùng sáng tạo. Khu vực này là tài sản độc quyền của gia đình hoàng gia cho đến thế kỷ 19 khi nơi đây dần hình thành thành phố dân sự hiện đại phát triển. |
| Cầu Vizcaya                                                                   | Cầu Vizcaya                                | Portugalete                 | Xứ Basque | 1217; 2006; i, ii                                | Thế kỷ 19                                | Cây cầu được thiết kế bởi Alberto Palacio để vượt qua Nervion mà không làm gián đoạn giao thông đường biển đến cảng Bilbao. Nó được xây dựng vào năm 1893 và là cầu chuyển tải trên không đầu tiên trên thế giới. |
| Vườn quốc gia Teide                                                           | Mount Teide                                | Tenerife                    | Quần đảo Canary | 1258; 2007; vii, viii                            | N/A                                      | Vườn quốc gia là nơi có núi Teide, một ngọn núi lửa và cũng là điểm cao nhất ở Tây Ban Nha. |
| Tháp Hércules                                                                 | Tháp Hercules                              | A Coruña                    | Galicia | 1312; 2009; iii                                  | Thế kỷ 1                                 | Người La Mã đã xây dựng ngọn hải đăng cao 55 mét (180 ft) này trên một tảng đá dài 57 mét (187 ft) để chỉ hướng lối vào cảng A Coruña. Đây là ngọn hải đăng La Mã duy nhất được bảo tồn nguyên vẹn và vẫn còn hoạt động. |
| Di sản các mỏ thủy ngân ở Almadén và Idrija                                   | Mỏ thủy ngân ở Almadén                     | Almadén                     | Castile-La Mancha (chung với Slovenia)                                                                             | 1313; 2012; ii, iv                               | Thế kỷ 16 và 17                          | Almaden là một thị trấn khai thác thủy ngân cổ kính (từ thời La mã đến nay) với các tòa nhà liên quan đến lịch sử khai thác mỏ, bao gồm lâu đài Retamar, các tòa nhà tôn giáo, trường đại học khai thác mỏ và nhà ở truyền thống. |
| Cảnh quan văn hóa Serra de Tramuntana                                         | Serra de Tramuntana                        | Majorca                     | Quần đảo Balearic                                                                                                  | 1371; 2011; ii, iv, v                            | N/A                                      | Phong cảnh văn hoá của Serra de Tramuntana ở bờ biển phía tây bắc của Majorca đã được biến đổi bởi hàng nghìn năm nông nghiệp với các thiết bị quản lý nước như các bậc thang nông nghiệp, nhà máy nước, hệ thống dẫn nước và các công trình xây dựng bằng đá cùng các trang trại. |
| Di chỉ mộ đá Antequera                                                        | Mộ dá Menga                                | Antequera                   | Andalusia | 1501; 2016; i, iii, iv                           | Thời kỳ đồ đá mới và Thời đại đồ đồng đá | Đây là một di sản văn hoá bao gồm ba di tích văn hoá (Mộ đá Menga, Viera và El Romeral) và hai di tích tự nhiên (Peña de los Enamorados và El Torcal). Một hiện tượng tôn giáo mà các địa điểm tự nhiên có giá trị của các di tích trong khi các công trình xây dựng được bố trí như là một cảnh quan thiên nhiên. |
| Các khu rừng sồi nguyên sinh trên dãy Carpath và các khu vực khác của châu Âu | Rừng sồi Montejo                           | -                           | Cộng đồng Madrid, Navarra, Castile và León, Cantabria, Asturias, Castilla-La Mancha (Cùng với nhiều quốc gia khác) | 1133; 2011, 2017 (mở rộng); ix                   | N/A                                      | Khu vực tự nhiên này trải dài qua 13 quốc gia, trong đó di sản ban đầu được công nhận nằm tại Slovakia và Ukraina. Chúng đại diện cho tiến hóa sinh học và đa dạng sinh thái của thực vật hạt kín, sự phát triển của sồi ở Bán cầu bắc trong các môi trường tự nhiên khác nhau. Khu vực của Tây Ban Nha bao gồm rừng sồi tại Khối núi Larra-Belagua bao gồm Rừng sồi Lizardoia và Khu bảo tồn tự nhiên Aztaparreta (Navarra), rừng sồi Tejera Negra (Castilla-La Mancha), rừng sồi Montejo (Madrid), rừng sồi thuộc Vườn quốc gia Picos de Europa (Castile và León, Cantabria, Asturias).                |
| Thành phố Khalifah của Medina Azahara                                         | Medina Azahara                             | Córdoba                     | Andalusia | 1560; 2018; iii, iv                              | N/A                                      | Medina Azahara là một địa điểm khảo cổ của một thành phố được xây dựng vào giữa thế kỷ thứ 10 CE bởi triều đại Umayyad là chỗ của Khalifah của Cordoba. Sau khi thịnh vượng trong nhiều năm, nó đã vướng vào một cuộc nội chiến chấm dứt Khalifah trong 1009-10. |

## Di sản dự kiến
Ngoài các địa điểm chính thức được công nhận, Tây Ban Nha còn duy trì danh sách các địa điểm di sản dự kiến của UNESCO trong tương lai. Và một địa điểm được công nhận là Di sản thế giới thì trước hết nó phải có trong danh sách Di sản dự kiến. Dưới đây là danh sách các di sản dự kiến của Tây Ban Nha, bên cạnh là năm được đưa vào, tính đến hết năm 2016:
- Di sản của Ribeira Sacra (Lugo và Ourense) (1996)
- Cảnh quan văn hoá La Mã ở phía Bắc Castile và León và phía Nam Cantabria (Palencia và Cantabria) (1998)
- Các pháo đài phòng vệ tại biên giới Tây Ban Nha (Aragon, Castile và León, Catalonia, Extremadura và Navarre) (1998)
- Đương thương mại và hành hương Vía de la Plata (1998)
- Cối xay gió Địa Trung Hải (Castile-La Mancha, Murcia và Cộng đồng Valencia) (1998)
- Các cấu trúc tường xếp đá (Cộng đồng Valencia) (1998)
- Cảnh quan văn hóa rượu vang và vườn nho của các thị trấn Địa Trung Hải (1998)
- Mở rộng của El Escorial (1998)
- Đường hành hương của Francis Xavier (2001)
- Khu vực khảo cổ cảng Empúriescủa Hy Lạp-La Mã (Alt Empordà, Catalonia) (2002)
- Các địa điểm hóa thạch khủng long trên bán đảo Iberia (Aragon, Asturias, Castile và León, Catalonia, La Rioja và Cộng đồng Valencia) (Chung với Bồ Đào Nha) (2002)
- Các mặt của Pyrenees bên bờ Địa Trung Hải(Catalonia) (Cùng với Pháp) (2004)
- Đường La Mã ở Châu Âu (Andalusia, Castile-La Mancha, Catalonia và Cộng đồng Valencia) (Cùng với nhiều nước khác) (2007)
- Os Ancares-Somiedo (Galicia, Castile và León và Asturias) (2007)
- Ferrol - Bức tranh minh họa của Lịch sử di sản (2007)
- Trung tâm lịch sử Las Palmas (2007)
- Lâu đài Loarre (Aragon) (2007)
- Di sản về Lịch sử Khai mỏ ở Tây Ban Nha (2007)
- Plasencia - Monfragüe - Trujillo: Cảnh quan văn hóa Địa Trung Hải (Extremadura) (2009)
- Các con đường chăn nuôi thời Trung cổ Mesta (Castile và León)
- Nhà thờ chính tòa Jaén (mở rộng của Các Quần thể tượng đài thời Phục Hưng ở Úbeda và Baeza) (2012)
- Phong cảnh văn hoá thung lũng muối của Añana và Poza de la Sal (Xứ Basque và Castile và León) (2012)
- Văn hoá Talaiotic ở Minorca (2013)
- Cảnh quan văn hóa rượu vang và vườn nho La Rioja và Alavan Rioja (Xứ Basque và La Rioja) (2013)
- Priorat-Montsant-Siurana: Cảnh quan nông nghiệp Địa Trung Hải (Catalonia) (2014)
- Cổng của tu viện Santa Maria de Ripoll (Catalonia) (2015)
- Buen Retiro và El Prado ở Madrid (2015)
- Đồi nhà thờ Seu Vella của Lleida (2016)
- Tu viện La Rabida và Các địa điểm của Columbus (Andalusia) (2016)
- Vách đá và dãy núi thiêng ở Gran Canaria (Quần đảo Canary) (2016)
- Nhà thờ San Salvador de Valdediós (2017)
- Phong cảnh Oliu của Andalusia (2017)
- Các vùng rượu vang ở Iberia (Murcia, Andalusia và cộng đồng Valencia) (2018)
- Quần đảo Cíes-Vườn quốc gia Quần đảo Atlantic của Galicia (2018)